# Forces armées suédoises
Les Forces armées suédoises (en suédois : Försvarsmakten) sont les forces militaires de la Suède. 

## Généralités

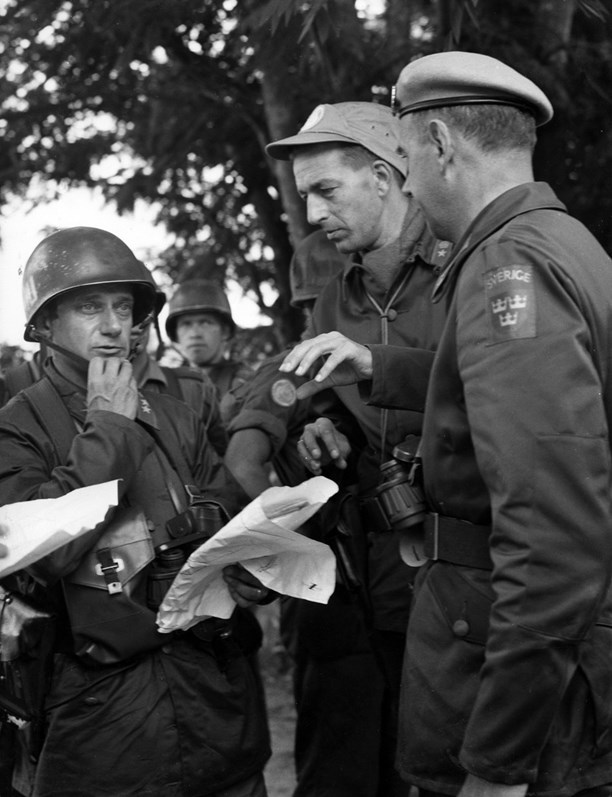
5 janvier 1963 : les troupes suédoises de l’Opération des Nations unies au Congo préparent l’attaque de Kamina au Katanga.

La tâche principale de celles-ci sont de former, organiser et déployer des forces militaires dans le pays et à l'étranger, tout en conservant la capacité à long terme de défendre le royaume suédois en cas de guerre, celui-ci n'ayant pas été engagé dans un conflit depuis les guerres napoléoniennes, hors opérations de maintien de la paix depuis les années 1950. 
Le commandant en chef (en suédois : Överbefälhavaren), un général ou amiral quatre étoiles, est le chef de cet organisme et il est le plus haut officier professionnel en service actif. Il dépend du ministre de la Défense au Gouvernement de la Suède (en suédois : Regeringen). Le ministre de la Défense est Pål Jonson depuis 2022 et le commandant en chef est le général Micael Bydén depuis le 1er octobre 2015.
Le personnel est recruté sur les concepts de la conscription et de la défense territoriale, soutien à la politique de longue date nationale de non-alignement. Jusqu'à la fin de la guerre froide, presque tous les hommes qui atteignent l'âge du service militaire ont été enrôlés. En 2010, la conscription en temps de paix cesse, pour laisser place à la professionnalisation des forces armées. Elle est réintroduite en 2017 du fait de la menace russe.
Sur le plan international, la Suède a déployé ses troupes en Afghanistan dans le cadre de la Force internationale d'assistance et de sécurité à partir 2001. Elle est également présente au Kosovo dans le cadre de la KFOR. Elle se compose d'environ 30 000 actifs et 23 000 réservistes selon des estimations parues en 2010 et son budget est 37,7 milliards de SEK (5,5 milliards de dollars USD), soit 1,35 % du PNB. La Suède a participé à toutes les opérations extérieures de l'Union européenne.

## Doctrine de l'armée suédoise
La doctrine de l'armée suédoise est la suivante :
- affirmer l'intégrité territoriale de la Suède ;
- défendre le pays s'il venait à être attaqué par une nation étrangère ;
- soutenir les civils en cas de catastrophes (inondations) ;
- déployer ses forces pour les opérations internationales de maintien de la paix.

Jusqu'en 2024 et son adhésion à l'OTAN, la Suède veut avoir la possibilité de rester neutre en cas de guerre. Toutefois, la Suède coopère avec un certain nombre de pays étrangers. En tant que membre de l'Union européenne, la Suède agit en tant que nation chef de file pour les tactiques de l'UE et a également une coopération étroite, y compris des exercices conjoints, avec l'OTAN par le biais de son adhésion au partenariat pour la paix. En 2008, un partenariat a été initié entre les pays nordiques, entre autres afin d'accroître la capacité d'action conjointe,. Ainsi la Suède affirme qu'elle ne resterait pas passive si un pays nordique ou un membre de l'Union européenne venait à être attaqué.

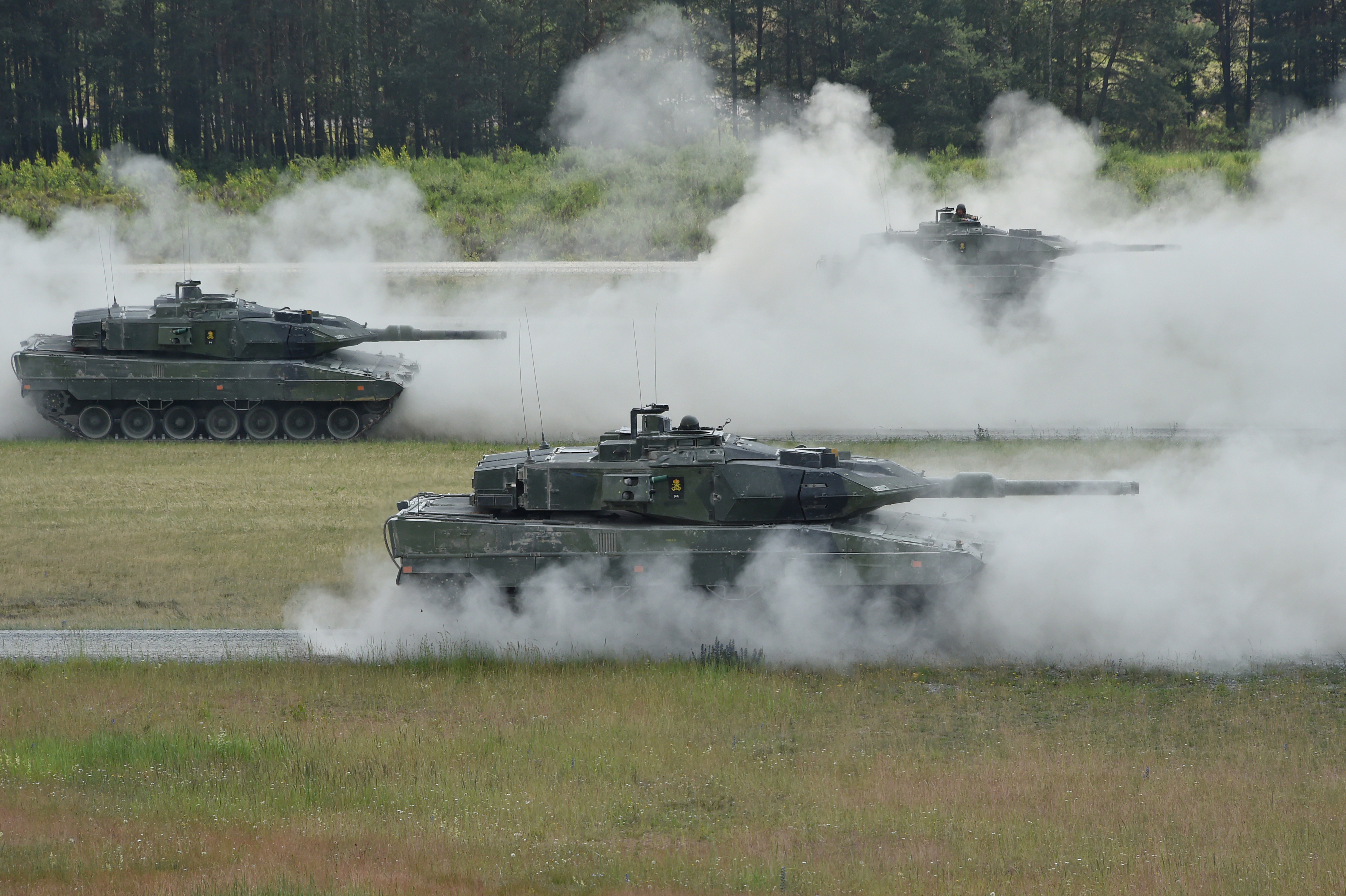
Des Stridsvagn 122 du Régiment Skaraborg.

Les récentes décisions politiques ont fortement insisté sur la volonté de participer à des opérations internationales, au point où c'est devenu l'un des principaux objectifs à court terme avec la formation et l'acquisition d'équipements militaires. Toutefois, après la guerre en Ossétie du Sud de 2008, la défense territoriale a été une fois de plus soulignée. Jusque-là, la plupart des unités ne pourront être mobilisés pour une durée d'un an, si le besoin s'en fait sentir. En 2009, le ministre de la Défense déclare que dans l'avenir toutes les forces armées doivent être pleinement mobilisées en l'espace d'une semaine. 
En 2024, la Suède rejoint l'OTAN, devenant ainsi le 32e pays membre.

## Composantes et armement

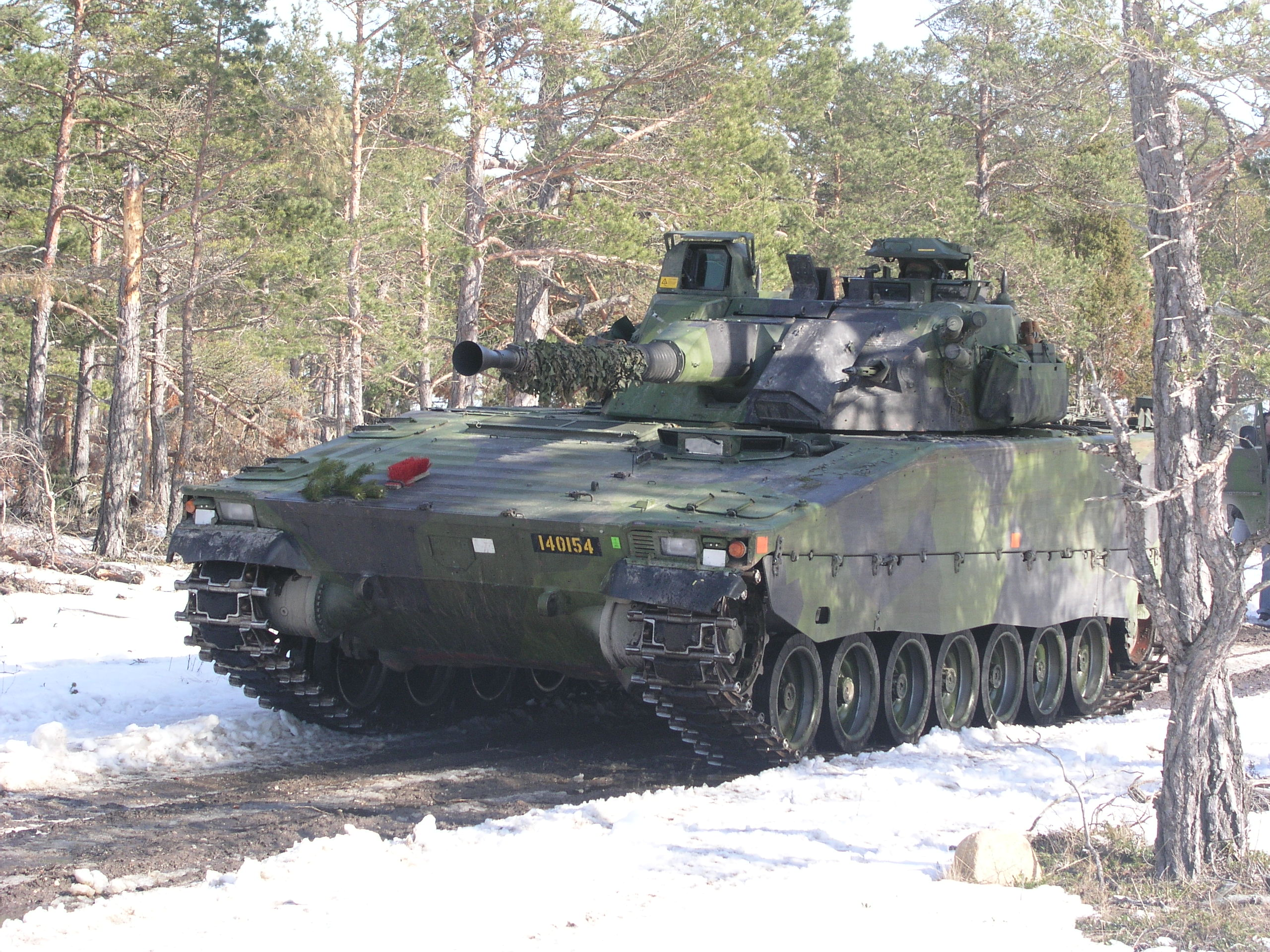
Combat Vehicle 90 de l'armée suédoise.

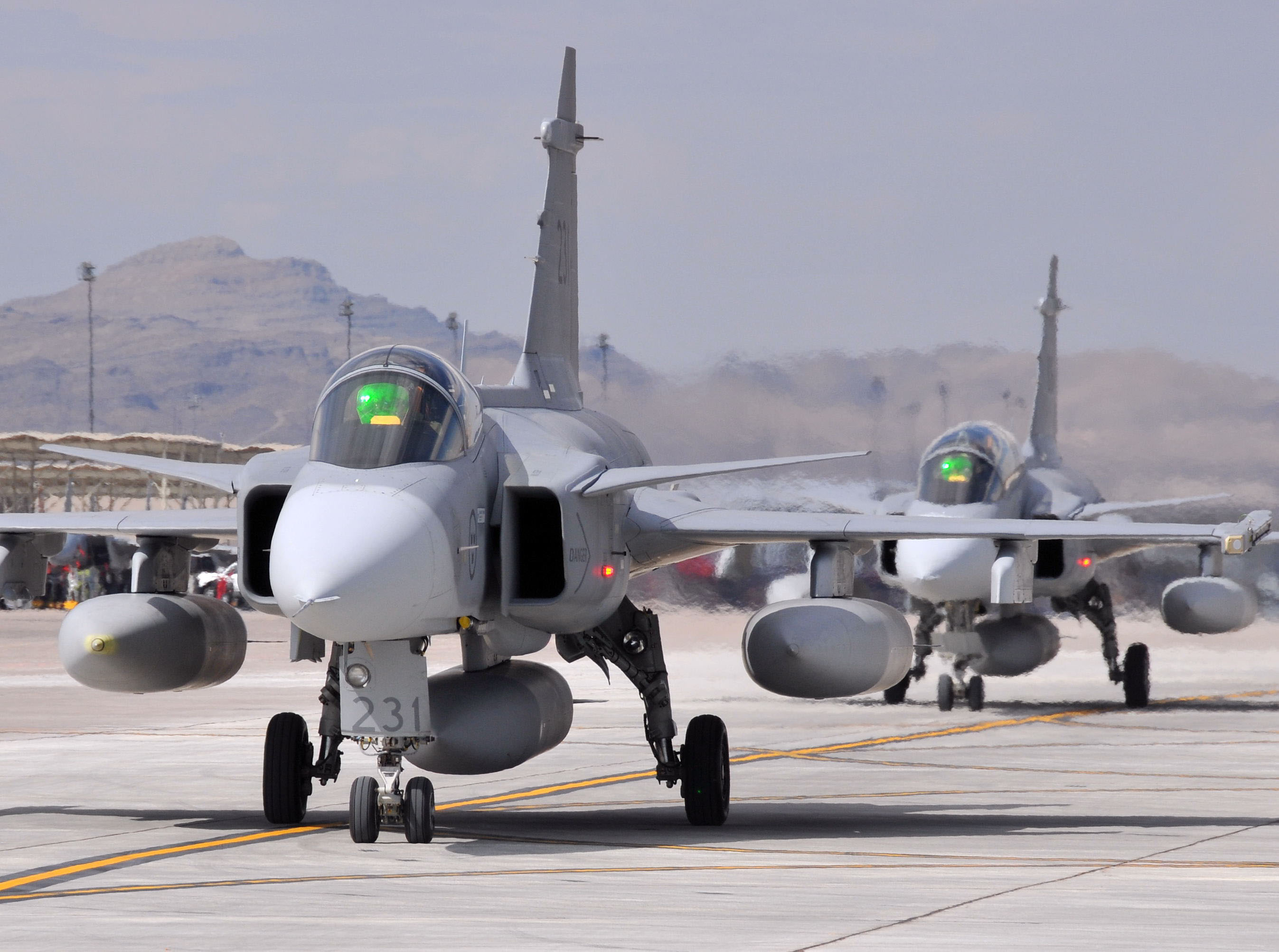
Saab JAS 39 Gripen de la Force aérienne suédoise.

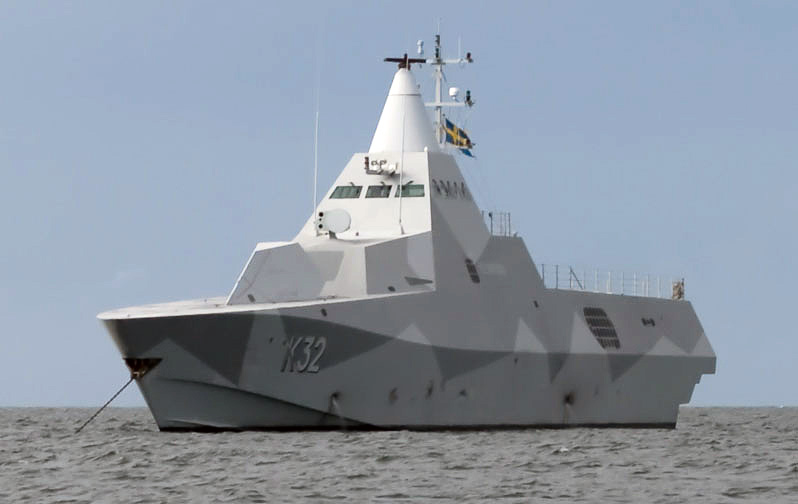
Le Helsingborg, corvette de classe Visby de la marine suédoise.

Elles comprennent trois branches : l'Armée (en suédois : Armén), la Force aérienne (en suédois: Flygvapnet) et la Marine (en suédois : Marinen).
L'équipement de base de l'infanterie suédoise est principalement d'origine allemande : fusils d'assaut Heckler & Koch G36, Heckler & Koch MP5, Heckler & Koch G3. Il comprend également des standards de la firme Fabrique nationale (Belgique) qui ont été adaptés localement : il s'agit notamment du Bofors AK5 qui est une variante du FN FNC. 
Ses véhicules et son artillerie sont eux principalement d'origine nationale. Le blindé le plus utilisé par l'armée est le Combat Vehicle 90 avec 509 exemplaires[Quand ?]. Elle possède également un régiment de chars lourds baptisé Stridsvagn 122. (Char Léopard allemand deuxième version). 

### Aéronautique
La Suède est un des rares pays à avoir une forte industrie aéronautique, cette fonction est principalement occupée par Saab. Cela a abouti sur la conception d'avions de combat comme le JAS 39 Gripen, le Saab 37 Viggen ou encore le Saab 35 Draken qui n'ont rien à envier à leurs concurrents. Le Gripen l'avion le plus récent a réussi à s'exporter au Brésil, Thaïlande, Hongrie, Afrique du Sud et République Tchèque.

## Budget
L'évolution du budget de la défense suédoise en milliards de dollars selon les données de la Banque mondiale est la suivante,,:
| Année | Budget de la défense | % du PNB | % dépenses publiques |
| ----- | -------------------- | -------- | -------------------- |
| 1989  | $ 4 880 345 221      | 2,43     | 3,99                 |
| 1990  | $ 5 913 117 377      | 2,46     | 3,97                 |
| 1991  | $ 5 878 822 053      | 2,32     | 3,54                 |
| 1992  | $ 6 141 834 497      | 2,34     | 3,27                 |
| 1993  | $ 4 752 660 459      | 2,26     | 3,29                 |
| 1994  | $ 4 818 836 776      | 2,13     | 3,23                 |
| 1995  | $ 4 653 429 166      | 1,75     | 2,81                 |
| 1996  | $ 4 301 745 512      | 1,48     | 2,46                 |
| 1997  | $ 5 085 207 514      | 1,91     | 3,28                 |
| 1998  | $ 5 035 805 617      | 1,87     | 3,35                 |
| 1999  | $ 5 080 829 732      | 1,87     | 3,36                 |
| 2000  | $ 4 764 337 105      | 1,82     | 3,47                 |
| 2001  | $ 4 283 625 873      | 1,78     | 3,42                 |
| 2002  | $ 4 354 573 015      | 1,64     | 3,10                 |
| 2003  | $ 5 305 640 404      | 1,60     | 3,00                 |
| 2004  | $ 5 514 710 385      | 1,44     | 2,79                 |
| 2005  | $ 5 518 466 926      | 1,42     | 2,74                 |
| 2006  | $ 5 577 203 266      | 1,33     | 2,64                 |
| 2007  | $ 6 386 221 162      | 1,30     | 2,69                 |
| 2008  | $ 6 024 791 006      | 1,16     | 2,37                 |
| 2009  | $ 5 062 962 024      | 1,16     | 2,27                 |
| 2010  | $ 5 885 935 800      | 1,19     | 2,41                 |
| 2011  | $ 6 324 747 364      | 1,10     | 2,27                 |
| 2012  | $ 6 243 671 605      | 1,13     | 2,27                 |
| 2013  | $ 6 528 737 467      | 1,11     | 2,20                 |
| 2014  | $ 6 555 518 064      | 1,13     | 2,27                 |
| 2015  | $ 5 386 942 196      | 1,07     | 2,20                 |
| 2016  | $ 5 427 549 191      | 1,05     | 2,16                 |
| 2017  | $ 5 526 592 999      | 1,02     | 2,12                 |
| 2018  | $ 5 732 822 794      | 1,03     | 2,12                 |
| 2019  | $ 5 839 555 791      | 1,09     | 2,28                 |
| 2020  | $ 6 271 285 838      | 1,16     | 2,24                 |
| 2021  | $ 7 887 360 075      | 1,28     | 2,43                 |

En 2024 il s'est élevé à 2,1 % du PIB de l’État.